# Arrondissement Agen
Agen is een arrondissement van het Franse departement Lot-et-Garonne in de regio Nouvelle-Aquitaine. De onderprefectuur is Agen.

## Kantons
Het arrondissement was tot 2014 samengesteld uit de volgende kantons:
- Kanton Agen-Centre
- Kanton Agen-Nord
- Kanton Agen-Nord-Est
- Kanton Agen-Ouest
- Kanton Agen-Sud-Est
- Kanton Astaffort
- Kanton Beauville
- Kanton Laplume
- Kanton Laroque-Timbaut
- Kanton Port-Sainte-Marie
- Kanton Prayssas
- Kanton Puymirol

Na de herindeling van de kantons bij decreet van 26 februari 2014, met uitwerking op 22 maart 2015, zijn dat :
- Kanton Agen-1
- Kanton Agen-2
- Kanton Agen-3
- Kanton Agen-4
- Kanton Le Confluent   ( 19/20 )
- Kanton L'Ouest agenais
- Kanton Le Pays de Serres  ( 15/23 )
- Kanton Le Sud-Est agenais